# Le Vieillard et l'Âne
Le Vieillard et l'Âne est la huitième fable du livre VI de Jean de La Fontaine situé dans le premier recueil des Fables de La Fontaine, édité pour la première fois en 1668.

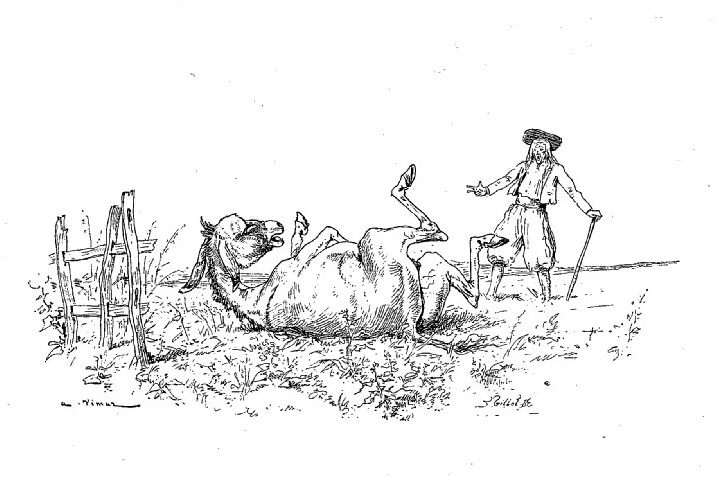
Illustration d'Auguste Vimar (1897)

## Texte
LE VIEILLARD ET L'ÂNE
[Phèdre,]

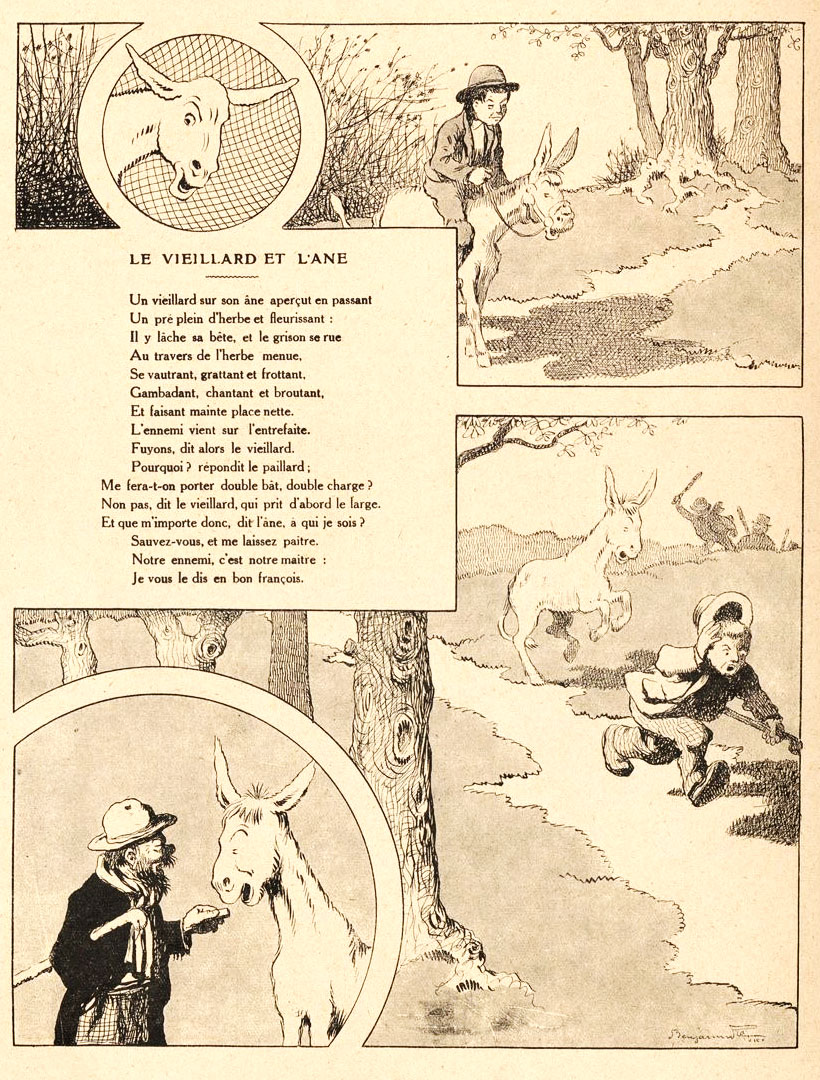
Illustration de Benjamin Rabier (1906)

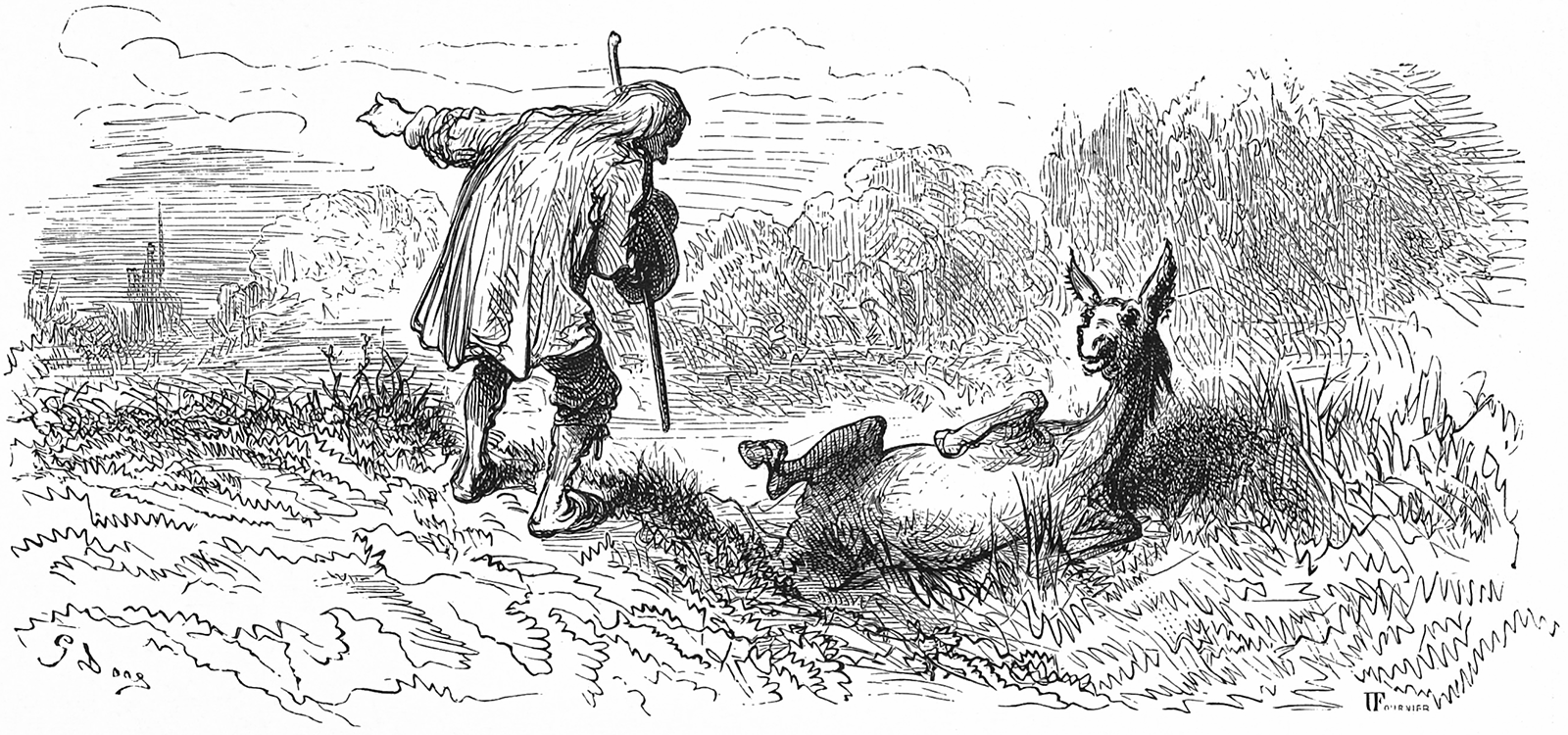
Gravure de Gustave Doré (1876)

Un Vieillard sur son Âne aperçut en passant
                       Un pré plein d'herbe et fleurissant.
Il y lâche sa bête, et le Grison (1)  se rue
                       Au travers de l'herbe menue,
                       Se vautrant, grattant, et frottant,
                       Gambadant, chantant et broutant,
                       Et faisant mainte place nette.
                       L'ennemi vient sur l'entrefaite (2).
                       " Fuyons, dit alors le Vieillard.
                       - Pourquoi ? répondit le paillard (3).
Me fera-t-on porter double bât (4), double charge ?
- Non pas, dit le Vieillard, qui prit d'abord (5) le large.
- Et que m'importe donc, dit l'Âne, à qui je sois ? (6)
                       Sauvez-vous, et me laissez paître.
                       Notre ennemi, c'est notre maître :
                       Je vous le dis en bon françois (7). "
Vocabulaire
(1) désignation populaire de l'âne
(2) sur ces entrefaites
(3) Jeu de mots sur le sens étymologique ("homme qui couche sur la paille") et sur le sens propre (adonné au plaisir, personne de vie dissolue)
(4) selle des bêtes de somme
(5) aussitôt
(6) Cette interrogation indirecte après le verbe il importe est un latinisme qui vient de la fable d'origine de Phèdre : "Quid refert mea Cui serviam"
(7) françois se prononçait français dans la conversation ; mais dans le discours solennel on continuait à dire françouet qui rimait avec sois, prononcé souet